# Brenda Helser

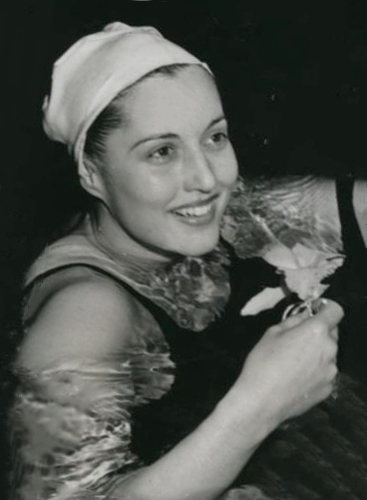
Brenda Helser (1948)

Brenda Mersereau Helser, nach Heirat Gräfin de Morelos y Guerrero, (* 26. Mai 1924 in San Francisco; † 26. März 2001) war eine Schwimmerin aus den Vereinigten Staaten, die eine olympische Goldmedaille gewann.

## Karriere
Brenda Helser schwamm bis 1945 für den Multnomah Athletic Club aus Portland in Oregon. Mit diesem Verein gewann sie von 1942 bis 1945 viermal die Meisterschaften der Amateur Athletic Union (AAU) in der Freistilstaffel. 1940, 1941 und 1943 war sie Meisterin über 100 Meter Freistil. Nach ihrem Wechsel zum Los Angeles Athletic Club siegte sie bei den AAU-Meisterschaften 1946 über 100 Meter Freistil sowie 1947 und 1948 mit der Staffel.
Bei den Olympischen Spielen 1948 in London schied sie über 100 Meter Freistil im Halbfinale aus, Ann Curtis erreichte als einzige Schwimmerin der Vereinigten Staaten das Finale. Die 4-mal-100-Meter-Freistilstaffel mit Marie Corridon, Thelma Kalama, Brenda Helser und Ann Curtis schwamm im Vorlauf hinter den Niederländerinnen und den Däninnen die drittschnellste Zeit. Im Finale siegten die Amerikanerinnen mit 0,4 Sekunden Vorsprung vor den Däninnen, während sich die Niederländerinnen gegenüber dem Vorlauf nicht steigern konnten und den dritten Platz belegten. Über 400 Meter Freistil schließlich erreichten mit Ann Curtis, Brenda Helser und Nancy Lees alle drei Schwimmerinnen aus den Vereinigten Staaten das Finale. Im Endlauf siegte Ann Curtis, Helser wurde Fünfte mit dreieinhalb Sekunden Rückstand auf die Drittplatzierte und Nancy Lees belegte den achten und letzten Platz.
Helser war Absolventin der Stanford University. Sie heiratete einen Grafen und lebte mit ihrer Familie in Frankreich.